# San Benedetto (Caserta)
San Benedetto è un sobborgo di Caserta.
Occupa la periferia sud-est della città, affiancato al comune di San Nicola la Strada e alle frazioni di San Clemente e Lo Uttaro, in direzione di Maddaloni. San Benedetto ha un territorio prevalentemente pianeggiante, in un'area densamente urbanizzata.

## Storia
Il toponimo si lega al culto di San Benedetto Abate, patrono del quartiere insieme a Sant'Anna.

## Cultura

### Istruzione
A San Benedetto di Caserta è presente la sede dell'università degli Studi della Campania Luigi Vanvitelli.

## Monumenti e luoghi d'interesse
- Gli antichi mulini reali di San Benedetto, alimentati dalle acque del condotto del Carolino costruiti da Luigi Vanvitelli tra il 1770 e il 1773.[2] Il complesso attualmente[non chiaro] è in stato di abbandono.

### Architetture religiose
- Chiesa di San Benedetto Abate, eretta nel XI secolo[3], appartenente alla Diocesi di Caserta.[4]